# Winklera silaifolia
Winklera silaifolia là một loài thực vật có hoa trong họ Cải. Loài này được Korsh. miêu tả khoa học đầu tiên.